# کتابخانه دانشگاه هاروارد

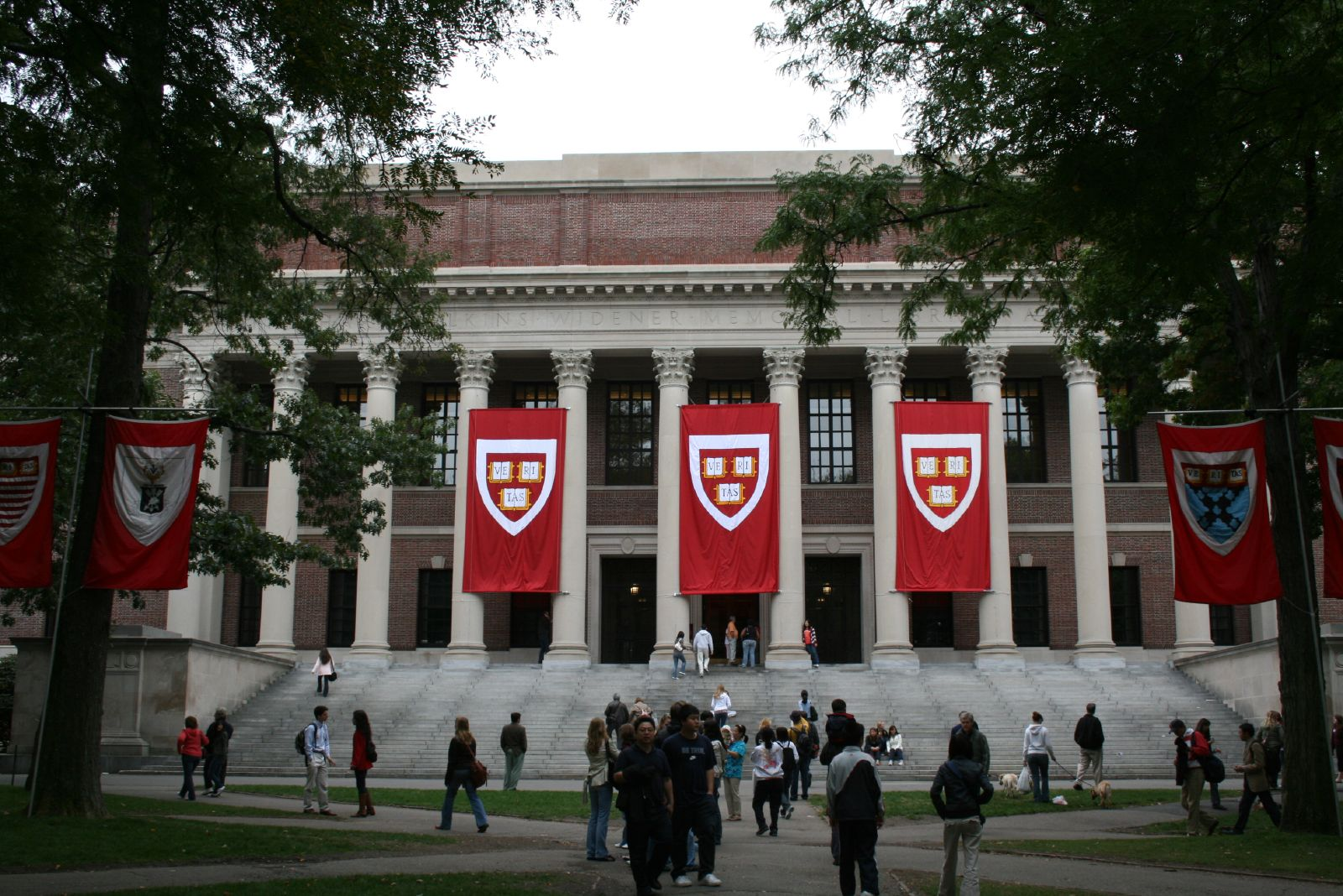

کتابخانهٔ دانشگاه هاروارد (به انگلیسی: Harvard University Library) نام یک سامانهٔ کتابخانه‌ای در ایالات متحدهٔ آمریکاست. این مؤسسه متعلق به دانشگاه هاروارد است.
سامانهٔ کتابخانهٔ این دانشگاه، با ۱۶٬۲۵۰٬۱۱۷ عنوان کتاب، در زمرهٔ بزرگ‌ترین مخازن کتب کشور آمریکا محسوب می‌شود.
کتابخانه هاوتون (Houghton) در دانشگاه هاروارد، کتابخانه نسخ خطی و کم‌یاب دانشگاه هاروارد است.